# Friesacher Straße
Die Friesacher Straße B 317 ist eine Landesstraße B in der Steiermark und in Kärnten sowie ehemalige Bundesstraße. Sie führt auf 70 km Länge von Judenburg über den Perchauer Sattel und Friesach nach St. Veit an der Glan und verbindet die Murtal Schnellstraße S 36 mit der Klagenfurter Schnellstraße S 37.

## Verlauf
Die Straße beginnt[veraltet] im Oberen Murtal in Judenburg (Anschlussstelle Judenburg West der S6) und führt das Murtal entlang im Allgemeinen westwärts. Bei Scheifling biegt sie in das Doppelbach-Tal und führt ab da nach Süden. Nach dem Perchauer Sattel (995 m ü. A., östlich vom Neumarkter Sattel) führt sie das Tal des Perchauerbachs hinaus und folgt ab Neumarkt in Steiermark und St. Marein dem Olsatal. Bei St. Stefan erreicht sie das Metnitztal, das sie bis zum Gurktal bei Pöckstein-Zwischenwässern hinausführt, und dann jenes weiter bis zum Krappfeld bei Althofen. An dessen Südende wechselt sie über die Anhöhe des Wolschartwaldes nach Südwesten in das Glantal. Die S 37 erreicht sie noch im Gemeindegebiet Frauenstein (so auch Name der Anschlussstelle) nördlich von St. Veit.

## Ausbau
Die B 317 ist auf vielen Teilen gut ausgebaut. Zwischen St. Veit und Friesach ist die Straße bis auf einen kurzen Abschnitt bei Althofen kreuzungsfrei und mit zwei Fahrstreifen pro Richtung ausgestattet. Zwischen St. Georgen ob Judenburg und Unzmarkt[veraltet] ist die Straße ebenfalls vierspurig, die Fahrbahnen verlaufen höhenversetzt und es gibt eine bauliche Mitteltrennung, sowie Unterflurtrassen in St. Georgen und Unzmarkt. (Ausbau S36)

## Geschichte
Die Friesacher Straße folgt gutteils der zumindest in die Römerzeit zurückgehenden Alpentransit-Route der Virunum – Ovilava (Zollfeld – Wels), Teil der Via Norica. Über die Trasse der B 317 führte dann die Triester Reichsstraße von Wien nach Triest, deren österreichischer Teil bis 1971 als B 17 Triester Straße geführt wurde.
Der Tunnel Scheiflinger Ofen am Ostrand von Scheifling (damals B 96 Murtalstraße) wurde 1989–91 errichtet.
Die B 317 entstand 1999 durch Umbenennung und teilweisen Ausbau des Teilstückes der Kärntner Straße B 83 zwischen Klagenfurt und Scheifling, sowie des östlichen Teils der Murtal Straße B 96 zwischen Scheifling und Judenburg. Daher beginnt auch heute noch die Kilometrierung in Scheifling mit 0,0. Die Murtalstrecke umfasst die km D0,0–D19,4 (die B 96 beginnt in Scheifling mit 19,6). Das Stück Judenburg – St. Georgen, bis zum neuen Anschluss der Triebener Straße (B 114) ist mit T0,0–T2,6 ausgewiesen.
Die Straße wurde im Jahr 2002 vom Bund an die Bundesländer Kärnten und Steiermark als Landesstraße übertragen. 
Seit Einführung der LKW-Maut 2004 wichen zunehmend viele LKW-Fahrer auf der Strecke Wien – Klagenfurt auf die B 317 aus. Aus diesem Grund wurde 2006 zwischen Scheifling und Dürnstein ein Fahrverbot für LKW über 7,5 Tonnen verhängt. Per 1. Jänner 2007 wird die Ausbaustrecke von Klagenfurt nach St. Veit als Teil der Klagenfurter Schnellstraße (S 37) geführt und ist – ebenfalls als Reaktion auf Mautfluchtverkehr – vignetten- beziehungsweise LKW-mautpflichtig.
Es ist seit längerem geplant, die B 317 von Judenburg bis Scheifling als Verlängerung der Murtal Schnellstraße (S 36) auszubauen. Um 2005 wurde vom Verkehrsministerium eine strategische Prüfung des Ausbaues der B 317 vorgenommen. Der Murtal-Abschnitt zwischen St. Georgen und Scheifling ist seit 2013 in Bau: Bis Unzmark ist der Ausbau 2020 abgeschlossen (einige Stücke dort firmieren schon als S 36, die anderen Abschnitte sind teils in Neuplanung). Der Ausbau von Scheifling nach St. Veit als Schnellstraße (S 37) ist seit um 2015 gänzlich zurückgestellt.